# Tijani El Maataoui
Tijani El Maataoui (ar. التيجاني المعطاوي; ur. 17 grudnia 1963) – marokański piłkarz grający na pozycji obrońcy. W swojej karierze rozegrał 17 meczów w reprezentacji Maroka.

## Kariera klubowa
W swojej karierze piłkarskiej El Maataoui grał w klubie Raja Casablanca. Wywalczył z nim tytuł mistrza Maroka w sezonie 1987/1988 oraz trzy wicemistrzostwa Maroka w sezonach 1985/1986, 1991/1992 i 1992/1993.

## Kariera reprezentacyjna
W reprezentacji Maroka El Maataoui zadebiutował 2 marca 1988 w wygranym 2:1 towarzyskim meczu z NRD, rozegranym w Al-Muhammadijji. W 1988 roku powołano go do kadry na Puchar Narodów Afryki 1988. Wystąpił na nim w pięciu meczach: grupowych z Zairem (1:1), z Algierią (1:0) i z Wybrzeżem Kości Słoniowej (0:0), półfinałowym z Kamerunem i o 3. miejsce z Algierią (1:1, k. 3:4). Z Marokiem zajął 4. miejsce w tym turnieju. W kadrze narodowej od 1988 do 1993 zagrał 17 razy.